# Duelle
Duelle is een Franse dramafilm uit 1976 onder regie van Jacques Rivette.

## Verhaal
Twee maangodinnen zijn op aarde om er een toversteen te zoeken. Ze doen een beroep op stervelingen. Maar dat gaat niet zo gemakkelijk als ze hadden gedacht.

## Rolverdeling
| Acteur                     | Personage     |
| -------------------------- | ------------- |
| Juliet Berto               | Leni          |
| Bulle Ogier                | Viva          |
| Jean Babilée               | Pierrot       |
| Hermine Karagheuz          | Lucie         |
| Nicole Garcia              | Jeanne / Elsa |
| Claire Nadeau Sylvia Stern |               |